# Oizon
Oizon ist eine französische Gemeinde mit 667 Einwohnern (Stand: 1. Januar 2022) im Département Cher in der Region Centre-Val de Loire; sie gehört zum Arrondissement Vierzon und zum Kanton Aubigny-sur-Nère.

## Geographie
Oizon liegt etwa 35 Kilometer nordnordöstlich von Bourges. Die Gemeinde wird vom Fluss Oisenotte durchquert, der gerne auch Oizenotte geschrieben wird. Umgeben wird Oizon von den Nachbargemeinden Blancafort im Norden, Concressault im Nordosten, Dampierre-en-Crot im Osten, Villegenon im Südosten, Ivoy-le-Pré im Süden, Ennordres im Westen und Südwesten sowie Aubigny-sur-Nère im Westen und Nordwesten.

## Bevölkerungsentwicklung
| Jahr                      | 1962 | 1968 | 1975 | 1982 | 1990 | 1999 | 2006 | 2013 |
| Einwohner                 | 806  | 701  | 660  | 725  | 776  | 752  | 734  | 706  |
| Quelle: Cassini und INSEE |      |      |      |      |      |      |      |      |

## Sehenswürdigkeiten
Siehe auch: Liste der Monuments historiques in Oizon
- Kirche Saint-Martial aus dem 12. Jahrhundert

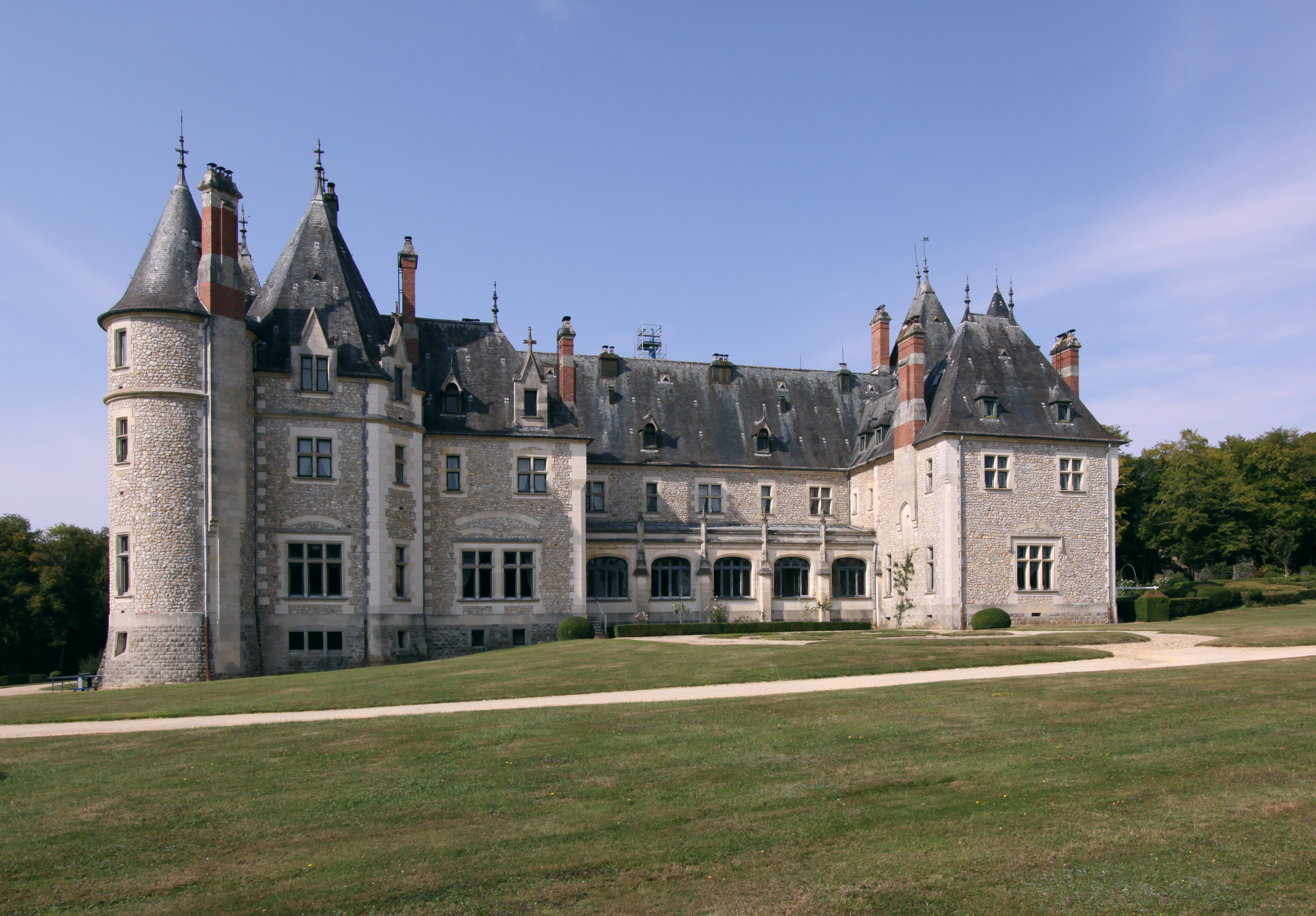
Schloss La Verrière

- Schloss La Verrerie
- Mühle